# Oodinium fritillariae
Oodinium fritillariae is een soort in de taxonomische indeling van de Myzozoa, een stam van microscopische parasitaire dieren. Het organisme komt uit het geslacht Oodinium en behoort tot de familie Oodiniaceae. Oodinium fritillariae werd in 1912 ontdekt door E. Chatton.